# Chris Ahrens
Christian "Chris" Ahrens (født 24. juli 1976 i Iowa City, Iowa, USA) er en amerikansk tidligere roer, olympisk guldvinder og firedobbelt verdensmester.
Ahrens vandt en guldmedalje ved OL 2004 i Athen, som del af den amerikanske otter. Udover Ahrens bestod bådens besætning af Wyatt Allen, Jason Read, Joseph Hansen, Matt Deakin, Dan Beery, Beau Hoopman, Bryan Volpenhein og styrmand Cipollone. Amerikanerne sikrede sig guldmedaljen foran Holland og Australien, der vandt henholdsvis sølv og bronze. Han var også med i båden ved OL 2000 i Sydney, hvor det blev til en 5. plads.
Ahrens vandt desuden fire VM-guldmedaljer gennem karriere, en i firer med styrmand (1995) og tre i otter (1997, 1998 og 1999).

## OL-medaljer
- 2004:  Guld i otter